# Parthénopée
 (septembre 2009).
Si vous disposez d'ouvrages ou d'articles de référence ou si vous connaissez des sites web de qualité traitant du thème abordé ici, merci de compléter l'article en donnant les références utiles à sa vérifiabilité et en les liant à la section « Notes et références ».

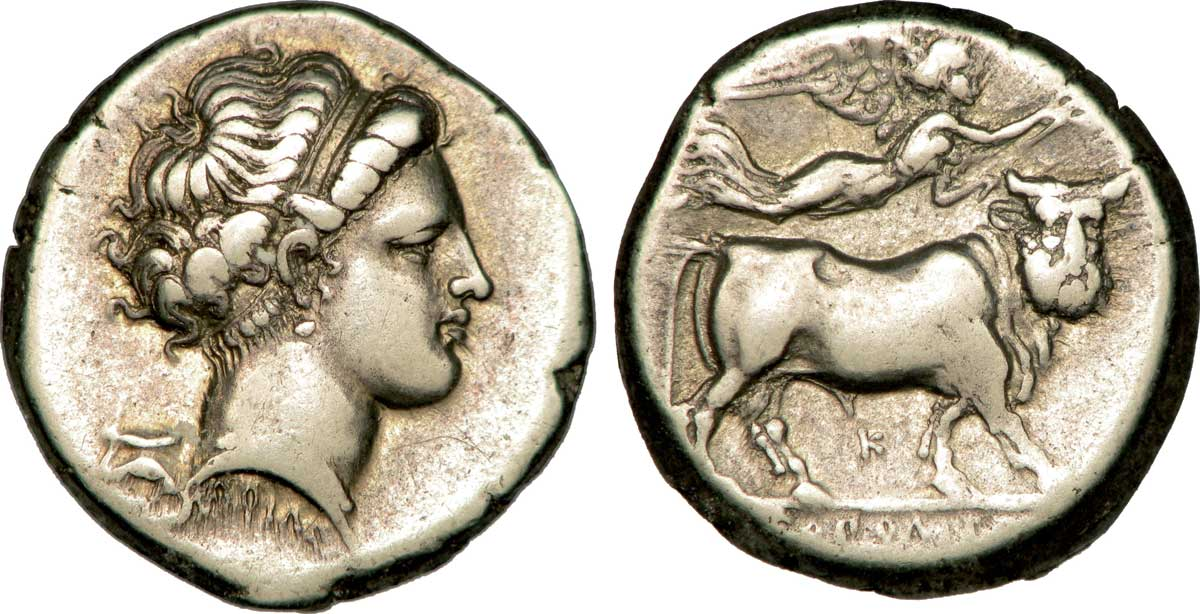
Nomos frappé à Néapolis à l'effigie de la nymphe Parthénopé ou Néapolis. Description avers : Tête de la nymphe Parthénopé ou Néapolis à droite, la chevelure bouclée, ceinte d’un bandeau avec collier et boucle d’oreille ; derrière la tête, un osselet (astragale)
Description revers : Taureau androcéphale passant à droite, la tête barbue de face, couronné par Niké volant à droite ; entre les pattes, une lettre.

Dans la mythologie grecque, Parthénopée (en grec ancien Παρθενοπαῖος, « enfant d'une femme n'ayant eu ni amant ni mari ») est le fils d'Atalante et l'un des sept chefs qui assiègent Thèbes au cours de la guerre des sept chefs. 
L'identité du père de Parthénopée varie selon les auteurs : (Méléagre, Hippomène, Arès). Une version mineure le donne comme fils de Talaos et Lysimaqué, une fille d'Abas.
Selon Hygin, il est abandonné par sa mère à la naissance sur le mont Parthénion, puis recueilli et élevé par un berger. Il participe à la guerre des sept chefs et y meurt.